# Deutschland – Endstation Ost
Deutschland – Endstation Ost ist ein Dokumentarfilm des DEFA-Studios für Wochenschau und Dokumentarfilme und Iris-Films, Antwerpen von Frans Buyens aus dem Jahr 1964.

## Handlung
Drei Jahre nach dem Bau der Berliner Mauer beginnt der Film des belgischen Dokumentarfilmregisseurs Frans Buyens am Grenzübergang Checkpoint Charlie, an dem täglich tausende westliche Besucher von West-  nach Ost-Berlin fahren. Darunter sind Geschäftsleute, Diplomaten, Touristen und vielfach Angehörige der in West-Berlin stationierten amerikanischen, englischen und französischen Truppen, deren erstes Ziel sich meistens am Mahnmal für die Opfer des Faschismus und Militarismus in der Straße Unter den Linden befindet. Nach dem nochmaligen Hinweis, dass es sich hier um eine Grenze mitten durch eine Stadt handelt, was durch Aufnahmen von Betonmauern und Stacheldraht unterstrichen wird, beginnt der Regisseur mit seinen Interviews auf den Berliner Straßen. Er stellte sich als ausländischer Filmemacher vor und wollte wissen, was die Ost-Berliner von der Mauer hielten. Deren Antworten bewegten sich von Zustimmung bis zur totalen Ablehnung. Weitere Interviews wurden mit vier Soldaten der Grenztruppen der DDR gedreht, die an der Grenze zu West-Berlin ihren Dienst versahen. Sie berichteten, mit welchen Mitteln sie Grenzverletzer zurückhalten sollen und unter welchen Umständen die Waffe einzusetzen ist. Einig waren sie sich darin, dass sie zum Glück bisher noch nicht dazu in die Lage gebracht wurden. 
Nach einer Erläuterung der Geschichte Berlins und der Teilung nach dem Zweiten Weltkrieg sowie dem Hinweis, dass diese Stadt mitten auf dem Gebiet der DDR liegt, die etwa ein Drittel des Vorkriegsdeutschlands umfasst, wird darauf hingewiesen, dass dieses Territorium vorher fast nur landwirtschaftlich genutzt wurde. Nach dem Krieg und der anschließenden Bodenreform kam in den 1950er Jahren die Kollektivierung der Landwirtschaft, die 1960 abgeschlossen wurde. Der nächste Gesprächspartner war ein Bauer, der seit 10 Jahren LPG-Vorsitzender ist. Er erläutert den Sinn und Zweck der Bodenreform und die Fehler, die zum Beginn der Kollektivierung gemacht wurden und die nur langsam beseitigt werden können. Ein neben ihm sitzender Landwirtschaftsstudent, der hier sein Praktikum absolviert, erzählt, dass die Bauern von Hause aus Skeptiker sind, die nicht jede Änderung jubelnd begrüßen.
Über Aufnahmen voller Schaufenster, die den Fortschritt in der Versorgung der DDR-Bevölkerung zeigen sollen, spricht Frans Buyens mit den ehemaligen Inhabern privater Produktionsbetriebe, die jetzt als Betriebsleiter oder in ähnlichen leitenden Positionen ihrer bisherigen Betriebe beschäftigt sind. Er trifft diese in Karl-Marx-Stadt an einem von ihnen gegründeten Stammtisch, an dem sie sich über die neuen Gegebenheiten in ihren Betrieben austauschen, seit dem sie mit staatlicher Beteiligung arbeiten. Sie sind alle freiwillig diesen Weg gegangen, da sie an anderen Beispielen gesehen haben, welche Vorteile dieser Schritt bringt. Auf jeden Fall gibt er wirtschaftlich mehr Sicherheit, wenn auch die privaten Einkommen viel besser sein könnten, was aber an der gängigen Steuerpolitik liegt.
Über die Kultur, das System der sozialen Sicherheit, inklusive kostenloser Gesundheitsversorgung, einschließlich der über das ganze Land verteilten Ambulatorien und der Versorgung der Kinder in Krippen und Kindergärten, kommt der Regisseur auf die arbeitenden Frauen zu sprechen. Da etwa zwei von drei Frauen in der DDR berufstätig sind, geht es um diese bei der nächsten Thematik, wozu er sich Technische Zeichnerinnen der Warnowwerft Warnemünde und Arbeiterinnen eines Betriebes für Transistorenbau aussucht. Er will von ihnen wissen, weshalb sie arbeiten gehen. Der größte Teil dieser Befragten arbeitet, weil es ihnen Spaß macht etwas Sinnvolles zu tun. Erleichtert wird ihnen das, weil sie den männlichen Kollegen in den betrieblichen Aufgaben, Leitungsfunktionen und auch im Verdienst gleichgestellt sind. Es ist auch nicht erforderlich, nur für die Bildung der Kinder arbeiten zu gehen, denn bis zum Studium sind diese alle Maßnahmen kostenlos. 
Während einer Aussprache mit Medizinstudenten erfährt Frans Buyens, dass die soziale Betreuung vorbildlich ist und dass nach dem Studium ein Arbeitsplatz sicher ist. Es folgt eine längere Diskussion darüber, ob nur eine materielle Sicherheit für das Glück eines Menschen verantwortlich ist. In einem weiteren Gespräch geben junge Industriearbeiter Antworten auf die Frage, ob sie im Betrieb mitbestimmen können und ob sie Einfluss auf die Politik haben. Diese Frage wird von fast allen positiv beantwortet, was man auch daran sehen kann, dass es in der DDR vorwärts gegangen ist, wenn auch nicht so schnell, wie erwünscht,  was auch an der vielfach noch vorherrschenden Bürokratie liegt. Nun ist für den belgischen Filmemacher die Gelegenheit einen Abriss über die Geschichte der DDR zu zeigen, in der betont wird, dass der Aufbau gegen viele Widerstände der kapitalistischen Länder und mit der Unterstützung der anderen sozialistischen Länder vor sich ging. In der weiteren Diskussion, die fast nur aus der Befürwortung des Lebens in diesem Land besteht, meldet sich aber auch ein Kollege, der eine andere Auslegung des Begriffs Freiheit hat. Für ihn gehört auch eine Reisefreiheit in die kapitalistischen Länder mit dazu, die ihm nicht geboten wird.
Eine letzte Gesprächsgruppe besteht aus ausländischen Studenten, die am Herder-Institut in Leipzig die deutsche Sprache erlernen. Anschließend wollen sie an den Hochschulen der DDR Volkswirtschaft, Politische Ökonomie und ähnliches studieren. Sie äußern die Überzeugung, dass sie nicht politisch beeinflusst werden, was allerdings bei diesen Studienfächern sehr fraglich ist. Über ihren Aufenthalt in der DDR reden sie nur positiv und eine Ausländerfeindlichkeit ist nach ihren Erfahrungen fast nicht festzustellen.

## Produktion und Veröffentlichung
Die Außenaufnahmen in Berlin wurden in der Friedrichstraße, Schönhauser Allee, Karl-Marx-Allee, Ackerstraße, im Volkspark am Weinbergsweg, auf der Weidendammer Brücke, Unter den Linden und an verschiedenen Stellen der Berliner Mauer gedreht.
Deutschland – Endstation Ost wurde im Auftrag des Ministeriums für Auswärtige Angelegenheiten der DDR vom DEFA-Studio für Wochenschau und Dokumentarfilme, KAG „camera ddr“ und der belgischen Produktionsfirma Iris Films, Antwerpen unter dem Arbeitstitel Die DDR mit den Augen eines Ausländers als Schwarzweißfilm gedreht.
Die Uraufführung des Films erfolgte in einer Sonderaufführung am 20. November 1964 während der 7. Leipziger Dokumentar- und Kurzfilmwoche.

## Kritik
Im Neuen Deutschland schrieben Horst Knietzsch und Horst Schiefelbein: 

„Mit starkem Beifall wurde am Nachmittag im ‚Capitol‘ der Film des belgischen Regisseurs Frans Buyens aufgenommen. Die „DDR mit den Augen eines Ausländers“ ist ein überzeugendes Dokument über die großen geistigen und materiellen Veränderungen, die sich seit 1949 in der DDR vollzogen haben.“